# Castillo de Lanjarón
El castillo de Lanjarón, conocido localmente como Castillo de los moros,  es una pequeña fortaleza medieval situada a unos cuatrocientos metros de la localidad del mismo nombre en la provincia de Granada, comunidad autónoma de Andalucía, España. 

## Descripción
Se eleva, dominando el valle del río Lanjarón, al lado del barranco Salado, sobre un promontorio rocoso aislado al sur y debajo de la población. Está, a 619 m s. n. m. De planta irregular, adaptada a las desigualdades de la roca sobre la que se eleva, está formado por dos recintos de los que se conservan algunos pequeños paños de la muralla exterior, muy deteriorados, con indicios de una torre; un bastión o torre del homenaje de planta rectangular, construida en mampostería en su parte baja y de tapial más arriba, de unas dos plantas y puede ser que una azotea, situada al sur del conjunto y un aljibe subterráneo de 5,25 x 2,60 m, cubierto con una bóveda de mampostería y mortero que contiene restos de derribo del propio castillo que impiden precisar su profundidad. La torre 

## Historia
Aunque está datado en épocas nazarita y cristiana, entre los siglos XIII y XVI, las excavaciones arqueológicas realizadas en el castillo inducen a una posible fase de ocupación previa/construcción de una fortaleza anterior debido a la cerámica encontrada. su construcción se habría llevado a cabo en los reinados de Yusuf I o de su hijo Mohammad V, dentro del programa defensivo desarrollado en el reino por ambos sultanes, con factura similar a la de otros castillos del mismo periodo como los de Restábal, Mondújar o Moclín, aunque los restos conservados son en su mayoría de época cristiana.
Desde tiempos remotos, incluso prehistóricos, el enclave debió tener un alto valor estratégico al dominar importantes vías de acceso a Sierra Nevada y La Alpujarra. Así lo entendió Fernando II, que al apoderarse de la fortaleza en 1494, nombró alcaides y guarnición en lugar de ordenar su destrucción como hizo con otros castillos de la zona. De hecho, este castillo no tenía mucha relación con la propia villa de Lanjarón. Al tiempo de la rebelión de los moriscos ya se encontraba muy deteriorado, y a partir de entonces comienza el abandono paulatino de la fortaleza que no ha vuelto a tener utilidad militar. 
Como castillo de España, quedó protegido por decreto de 22 de abril de 1949 y desde 22 de junio de 1993 está catalogado como Bien de Interés Cultural con categoría de monumento. En 2007 se han ejecutado obras de restauración financiadas por el Ministerio de Fomento y el Ayuntamiento de Lanjarón. En las intervenciones arqueológicas realizadas entre 1993-1995 y en 2007 se confirma la importancia estratégica del castillo, con su cercana construcción a un yacimiento prehistórico, otro de época romana. Pero es en la Edad Media cuando se obtiene más material: cerámica tardoantigua/altomedieval hasta el siglo XII, localizada principalmente en el primer recinto defensivo.